# Мазель, Лев Абрамович
Лев (Ле́о) Абра́мович Ма́зель (26 мая 1907, Кёнигсберг, Восточная Пруссия — 9 октября 2000, Москва) — советский и российский музыковед, педагог. Доктор искусствоведения (1941), профессор Московской консерватории (с 1939), заслуженный деятель искусств РСФСР (1966).

## Творческая биография
Родители — Роха Шефтелевна (Роза Савельевна) Мазель (урождённая Урысон, 1880—1966) и Абрам Львович Мазель (1874—1941) — заключили брак в Вильне в 1906 году, и Л. А. Мазель был первым ребёнком в семье. Брат — Юлий Абрамович Мазель (1911—1941), филолог-германист, погиб на фронте. Его дед, Шефтель (Савелий) Иосифович Урысон (1854, Ковно — 1918, Кисловодск), был одним из основателей «Банкирского дома братьев Урысон» (и возглавлял основную контору банка в Ковно), с филиалами в Санкт-Петербурге, Москве, Одессе и других городах.
В 1930 году Л. А. Мазель окончил математическое отделение физико-математического факультета Московского университета и одновременно научно-исследовательское отделение Московской консерватории (МГК) по классу профессора А. Н. Александрова. В 1932 году окончил аспирантуру МГК (научный руководитель — профессор М. В. Иванов-Борецкий) и получил учёную кандидата искусствоведения.
В 1941 году получил учёную степень доктора искусствоведения. Тема докторской диссертации: «Основной принцип мелодической структуры гомофонной темы».
В 1931—1967 годах преподавал в Московской консерватории (с 1939 профессор), в 1936—1941 годах являлся заведующим кафедрой теории музыки МГК. Среди его известных учеников — композитор С. Разорёнов.
Похоронен в Москве на Донском кладбище.

## Семья
- Отчим филолога Александра Константиновича Жолковского; племянник правоведа Исаака Савельевича Урысона (1877—1938, расстрелян), редактора журнала «Вестник права».
- Двоюродные братья матери — германский публицист Йозеф Блох (1871—1936), основатель газеты «Sozialistische Monatshefte»; математик Павел Самуилович Урысон (1898—1924); детская писательница и литературовед Лина Самойловна Нейман (1887—1971); шахматист Бениамин Маркович Блюменфельд (1884—1947)[3][4].

## Научный вклад
Перу Л. А. Мазеля принадлежат музыковедческие работы в области исследования музыкальных стилей, музыкальных форм, музыкального синтаксиса, гармонии, мелодики, ритмики, музыкальной эстетики, методологии музыкального анализа.
Специфика его исследований основана на комплексном анализе, историко-стилистическом и эстетическом рассмотрении целостной структуры музыкального произведения (метод «целостного анализа»), который позволял расшифровывать сугубо музыкальные знаковые системы в их философско-эстетической конкретности и обобщённости.
Л. А. Мазель является автором «теории выразительных возможностей»; он ввел в музыкознание понятия «художественное открытие» и «темы первого и второго рода».
Своими методологическими разработками Мазель добился сближения музыкальной теории с эстетикой, обогатив тем самым музыкальную науку новыми философскими подходами и открытиями.

## Награды
- орден Трудового Красного Знамени (28.12.1946)

## Основные труды
- Очерки по истории теоретич. музыкознания, в. 1-2, М., 1934-39 (coвм. с И. Я. Рыжкиным)
- О мелодии, М., 1952
- Строение музыкальных произведений. М., 1960.
- Эстетика и анализ // Советская музыка . 1966. № 12
- Анализ музыкальных произведений (совм. с В. А. Цуккерманом). М., 1967.
- Проблемы классической гармонии. М., 1972.
- Вопросы анализа музыки. М., 1978.
- О природе и средствах музыки, М., 1983.